# Aire d'attraction de Chalon-sur-Saône
L'aire d'attraction de Chalon-sur-Saône est un zonage d'étude défini par l'Insee pour caractériser l’influence de la commune de Chalon-sur-Saône sur les communes environnantes. Publiée en octobre 2020, elle se substitue à l'aire urbaine de Chalon-sur-Saône, qui comportait 90 communes dans le zonage de 2010.

### Carte

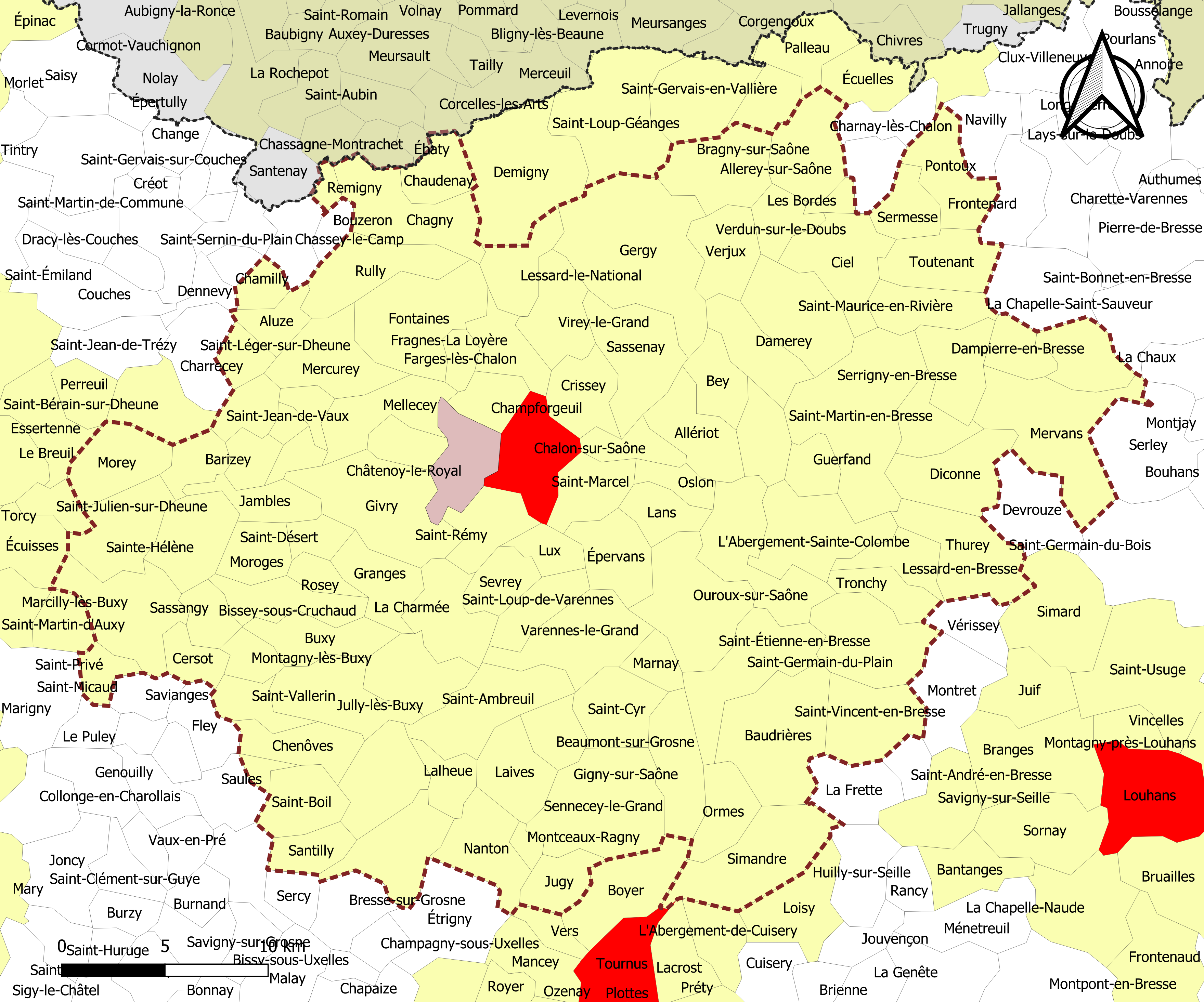
Carte de l'aire d'attraction de Chalon-sur-Saône.
Commune-centre
Commune du pôle principal
Commune de la couronne

## Définition
L'aire d'attraction d'une ville est composée d’un pôle, défini à partir de critères de population et d’emploi ainsi que d’une couronne constituée des communes dont au moins 15 % des actifs travaillent dans le pôle. Le pôle d’attraction constitue ainsi un point de convergence des déplacements domicile-travail,.

## Géographie
L’aire d'attraction de Chalon-sur-Saône est une aire intra-départementale qui comporte 109 communes en Saône-et-Loire. 

### Composition communale
| Catégorie                 | Département    | Communes | Communes |
| Catégorie                 | Département    | Nombre   | Libellé |
| ------------------------- | -------------- | -------- | --- |
| Commune-centre            | Saône-et-Loire | 1        | Chalon-sur-Saône. |
| Commune du pôle principal | Saône-et-Loire | 1        | Châtenoy-le-Royal. |
| Communes de la couronne   | Saône-et-Loire | 107      | L'Abergement-Sainte-Colombe, Allerey-sur-Saône, Allériot, Aluze, Barizey, Baudrières, Beaumont-sur-Grosne, Bey, Bissey-sous-Cruchaud, Les Bordes, Bragny-sur-Saône, Buxy, Cersot, Chagny, Chamilly, Champforgeuil, La Chapelle-de-Bragny, La Charmée, Charrecey, Châtel-Moron, Châtenoy-en-Bresse, Chaudenay, Chenôves, Ciel, Crissey, Damerey, Dampierre-en-Bresse, Diconne, Dracy-le-Fort, Épervans, Farges-lès-Chalon, Fontaines, Fragnes-La Loyère, Gergy, Gigny-sur-Saône, Givry, Granges, Guerfand, Jambles, Jugy, Jully-lès-Buxy, Laives, Lalheue, Lans, Lessard-en-Bresse, Lessard-le-National, Lux, Marcilly-lès-Buxy, Marnay, Mellecey, Mercurey, Mervans, Messey-sur-Grosne, Montagny-lès-Buxy, Montceaux-Ragny, Montcoy, Morey, Moroges, Nanton, Ormes, Oslon, Ouroux-sur-Saône, Pontoux, La Racineuse, Remigny, Rosey, Rully, Saint-Ambreuil, Saint-Boil, Saint-Christophe-en-Bresse, Saint-Cyr, Saint-Denis-de-Vaux, Saint-Désert, Saint-Didier-en-Bresse, Saint-Étienne-en-Bresse, Saint-Germain-du-Plain, Saint-Germain-lès-Buxy, Sainte-Hélène, Saint-Jean-de-Vaux, Saint-Loup-de-Varennes, Saint-Marcel, Saint-Mard-de-Vaux, Saint-Martin-en-Bresse, Saint-Martin-sous-Montaigu, Saint-Maurice-en-Rivière, Saint-Privé, Saint-Rémy, Saint-Vallerin, Saint-Vincent-en-Bresse, Santilly, Sassangy, Sassenay, Saules, Sennecey-le-Grand, Sermesse, Serrigny-en-Bresse, Sevrey, Simandre, Thurey, Toutenant, Tronchy, Varennes-le-Grand, Verdun-sur-le-Doubs, Verjux, Villegaudin, Villeneuve-en-Montagne, Virey-le-Grand. |

## Démographie
Cette aire est catégorisée dans les aires de 50 000 à moins de 200 000 habitants, une catégorie qui regroupe 18,4 % de la population au niveau national.